# Uwe Schwenker
Uwe Schwenker (Bremen, 24 de março de 1959) é um ex-jogador de handebol profissional alemão. Ganhou medalha de prata nos Jogos Olímpicos de Verão de 1984.
Uwe Schwenker fez uma partida com 7 gols. 